# Wernersville
Wernersville est un borough situé dans le comté de Berks, dans le Commonwealth de Pennsylvanie, aux États-Unis. Sa population s’élevait à 2 494 habitants lors du recensement de 2010, estimée à 2 755 habitants en 2017.

## Source
- (en) Cet article est partiellement ou en totalité issu de l’article de Wikipédia en anglais intitulé « Wernersville, Pennsylvania » (voir la liste des auteurs).

1. ↑  « Population and Housing Unit Estimates » (consulté le 24 mars 2018)
2. ↑  « Census of Population and Housing », U.S. Census Bureau (consulté le 11 décembre 2013)
3. ↑  « American FactFinder », Bureau du recensement des États-Unis (consulté le 31 janvier 2008)
4. ↑  « Incorporated Places and Minor Civil Divisions Datasets: Subcounty Resident Population Estimates: April 1, 2010 to July 1, 2012 », sur Population Estimates, U.S. Census Bureau (consulté le 11 décembre 2013)